# Coupe d'Éthiopie de football
La Coupe d'Éthiopie de football est une compétition créée en 1945.

## Palmarès
- 1945 : British Military Mission-BMME
- 1946 : Army SC
- 1947 : Polisportiva Addis Abeba
- 1948 : Body Guard Addis Abeba
- 1949 : Army SC
- 1950 : Army SC
- 1951 : Army SC
- 1952 : Saint-George SC
- 1953 : Saint-George SC
- 1954 : Army SC
- 1955 : Mechal SC
- 1956 : Mechal SC
- 1957 : Saint-George SC
- 1958 : Mekuria Addis Abeba
- 1959 : Omedla Addis Abeba
- 1960 : Nib Debre Zeit
- 1961-1969 : Non disputée
- 1970 : Asmara FC
- 1971 : Electric Addis Abeba
- 1972 : Electric Addis Abeba
- 1973 : Saint-George SC
- 1974 : Saint-George SC
- 1975 : Mechal SC
- 1976 : Electric Addis Abeba
- 1977 : Saint-George SC
- 1978 : Omedla Addis Abeba
- 1979 : Non disputée
- 1980 : Ermejachen Addis Abeba
- 1981 : Red Sea FC
- 1982 : Mechal SC
- 1983 : Red Sea FC
- 1984 : Eritrea Shoes
- 1985 : Eritrea Shoes
- 1986 : Building Construction Addis Abeba
- 1987 : Eritrea Shoes
- 1988 : Bunna Gebeya Addis Abeba
- 1989 : Non disputée
- 1990 : Mechal SC
- 1991-1992 : Non disputée
- 1993 : Saint-George SC
- 1994 : Muger Cement FC
- 1995 : Medhin Addis Abeba
- 1996 : Awassa Flour Mill
- 1997 : Wolaita Tussa
- 1997-1998 : Ethiopian Coffee 4-2 ap Saint-George SC
- 1998-1999 : Saint-George SC bat Ethiopian Coffee
- 1999-2000 : Ethiopian Coffee 2-1 Awassa City FC
- 2000-2001 : EEPCO 2-1 ap Guna FC
- 2001-2002 : Medhin Addis Abeba 0-0 (tab 6-3) EEPCO
- 2002-2003 : Ethiopian Coffee 2-0 EEPCO
- 2003-2004 : Banks SC 1-0 Ethiopian Coffee
- 2004-2005 : Awassa City FC 2-2 (tab) Muger Cement FC
- 2005-2006 : Defence Force SC 1-0 Ethiopian Bunna
- 2006-2007 : Harrar Beer Botling FC
- 2007-2008 : Ethiopian Bunna 2-1 Awassa City FC
- 2008-2009 : Non disputée
- 2009-2010[1] : Dedebit FC 2-0[2] Saint-George SC
- 2010-2011[3] : Saint-George SC 3-1 Muger Cement FC
- 2011-2012 : Non disputée[4]
- 2012-2013 : Defence Force SC 0-0 (tab 4-2) Saint-George SC
- 2013-2014 : Dedebit FC
- 2014-2015 : Defence Force SC 2-0 Awassa City FC
- 2015-2016 : Saint-George SC 1-1 (tab 4-3) Defence Force SC
- 2016-2017 : Welayta Dicha 1-1 (tab 4-2) Defence Force SC
- 2017-2018 : Defence Force SC 0-0 (tab 3-2) Saint-George SC
- 2018-2019 : Fasil Kenema SC 1-1 (victoire aux tab) Awassa City FC
- 2019 à 2022 : Non disputée
- 2023-2024 : Ethiopian Bunna 2-1 Welayta Dicha
- 2024-2025 : Sidama Coffee FC - 2-1 Welayta Dicha Titre retiré en fin de saison 24-25 et attribué à Welayta Dicha[5]

## Source
- (en) Palmarès de la coupe d'Éthiopie sur le site RSSSF.com